# Damaris Cudworth Masham
Damaris Cudworth Masham (Cambridge, 18 de janeiro de 1659 — Londres, 20 de abril de 1708) foi uma filósofa inglesa e defensora dos direitos das mulheres, principalmente na área de educação, portanto, considerada uma proto feminista. Durante a sua vida, trocou correspondências com diversos pensadores eminentes de seu tempo e sempre foi vista como uma figura importante pelos seus colegas. Publicou, com a ajuda de seu amigo John Locke, dois trabalhos relacionados a teologia, A Discourse Concerning the Love of God (1696) e Occasional Thoughts in Reference to a Virtuous or Christian Life (1705).

## Biografia
Nascida no dia 18 de Janeiro de 1659, filha do Platonista de Cambridge Ralph Cudworth, cinco anos depois de seu pai ter assumido a posição de Master of Christ's College na Universidade de Cambridge, cadeira que ocupou pelo resto de sua vida. Pouco se sabe sobre a educação que teve, contudo por ter sido filha de um dos homens mais educados de seu período, sempre esteve cercada de uma vasta biblioteca. O interesse dela por filosofia veio a partir da leitura dos trabalhos publicados pelos Platônicos de Cambridge, incluindo o seu pai, além de ter tido a sorte de se tornar amiga de Locke, quem incentivou seu interesse por filosofia. Assim, diferente de diversas mulheres do seu tempo, Damaris Cudworth tinha a grande vantagem de fazer parte de um grupo familiar que permitia o seu desenvolvimento em filosofia e contato com obras e personalidades importantes do mundo filosófico da época. Por outro lado, seu casamento com Francis Masham, um viúvo com nove filhos, dificilmente auxiliou uma busca filosófica por parte da Damaris. Ela só teve um filho com o Francis Masham, Francis Cudworth Masham.
Ela conheceu o Locke antes de 1682, e ele admirava nela sua mente filosófica. Damaris Cudworth foi uma das primeiras divulgadoras da filosofia Lockeana e no começo da relação entre os dois, havia uma troca de uma série de poemas românticos feitos a partir de pseudônimos como Philoclea e Philander. Essa proximidade também leva à debates a autonomia filosófica de Damares Cudworth. Para alguns analistas, a obra da filósofa foi dependente dos ensinamentos e proximidade com John Locke. Para outros, teria sido Locke o grande beneficiário do contato com alguém tão preparado como seria o caso de Damaris Cudworth. De qualquer maneira, nos anos em que Locke estava nos Países Baixos, houve uma correspondência de cartas sobre diferentes questões filosóficas e após o seu retorno à Inglaterra, Locke se instalou em sua casa.
Apenas uma pequena parte dos seus trabalhos filosóficos foram feitos através da escrita dos seus livros. Suas cartas para John Locke e a troca de correspondências com figuras como Leibniz demonstram que o interesse dela por filosofia vai muito além dos textos que conseguiu publicar na sua vida. Seus dois livros, A Discourse Concerning the Love of God (1696) e Occasional Thoughts in Reference to a Vertuous or Christian Life (1705), foi impresso em anonimato. Ela também escreveu um texto contando os momentos finais de Locke. A Discourse (1696) e Occasional Thoughts (1705) foram publicados com o apoio e encorajamento do Locke. E ambos os livros apresentam uma visão otimista da natureza humana, como uma criatura racional e social motivada por um amor pela felicidade. Essa visão do homem, compartilhada com outros Platonistas de Cambridge, buscava retomar uma visão do ser humano mais próxima da tradição clássica em contraposição com os passos de Hobbes que via o homem como um ente material movido por desejos e interesses e que esses desejos eventualmente entram em conflito sem a presença de uma força maior e externa que a dele.
Esse princípio que a Damaris gostava de seguir, consiste no desfrutar do prazer alcançado pelo exercício regular da razão. Esse exercício nos dirige para a verdadeira felicidade. Os elementos lockeanos de ambos os livros fizeram com que alguns atribuíssem os livros a Locke. Ainda assim, a perspectiva Platonista que está presente no livro fica evidente, principalmente em suas posições éticas e religiosas que conectam ambos os trabalhos e que estão preocupados com uma ética prática. Seguindo o que tanto Locke quanto os Platonistas de Cambridge pensavam sobre a moralidade, Damaris Cudworth defendia que a moral é fundada na razão e na liberdade de agir. Eles também concordam com a visão que o bem último da ética é atingir a felicidade, e que o exercício da virtude necessita de uma disposição certa da mente. Epistemologicamente próxima de Locke, em ética, ela fica muito mais próxima do seu pai do que de Locke, já que aceita que princípios morais existem objetivamente e independentemente como parte da natureza das coisas e na sua crença no livre-arbítrio.

## Occasional Thoughts
Em Occasional Thoughts in Reference to a Vertuous or Christian Life (1705) Damaris Cudworth se propõe em defender uma ideia de cristianismo moderado. O livro é em parte uma resposta às críticas Mary Astell fez em seu  livro The Christian Religion as Professed by a Daughter of the Church. Seu discurso sobre o papel da razão no campo religioso inclui a relação entre religião e moralidade. E ao desenvolver seu trabalho sobre moralidade, ela também escreve sobre o papel da educação para todos e a diferença entre a educação recebida pelos homens e a educação recebida pelas mulheres. Contra o Ateísmo, Damaris insistiu na importância da revelação divina em contraposição a ideia de religião natural baseada apenas na razão. Porém, para ela uma crença religiosa que negasse o papel da razão na formação dessa religião seria apenas uma mera superstição e cairia num movimento de pessoas intolerantes
        “uma religião irracional jamais pode racionalmente admitir que teve sua origem em Deus”.
Assim, defendia o aspecto moral da religião e sua aplicação prática mais do que seu papel doutrinário. Ela também divide a opinião de Locke que uma vida virtuosa é mais importante do que cerimônias religiosas. Como Locke, ela argumenta que uma boa conduta moral é uma peça central para a prática religiosa. Argumenta também que moralidade e religião não deveriam ser separadas de uma instrução religiosa. Argumenta ainda que liberdades civis e religiosas são necessárias para o exercício das virtudes. E que a educação é o principal meio de instruir a virtude, não por regras de conduta, mas por um desenvolvimento de um entendimento racional dos princípios morais. Enfatiza também o papel fundamental que as mães têm de montar a fundação moral das suas crianças através da educação, argumento esse que ela usa para reforçar a importância da educação das mulheres.

## Relação de Damaris Cudworth com Locke, Shaftesbury e Leibniz.
Cudworth foi uma amiga de longa data de Locke, que publicou seus dois livros e também esteve envolvida no seu crescimento intelectual, através de encontros pessoas e trocas de cartas. Locke a descrevia como “A moça é tão versada em teologia, filosofia e com uma mente tão peculiar, que dificilmente encontrará algum homem que ela não seja superior em termos de conhecimento e sua capacidade de se aproveitar desse conhecimento”. A importância dela na vida de Locke era tanta que de 1691 até de sua morte, Locke ficou hospedado na residência dos Masham, e durante esse período doou livros para ela e para seu filho como também à ajudou a publicar seus trabalhos. Durante esse período de convívio cotidiano com Masham e sua família,  Locke extraiu muitas de observações sobre a educação das crianças que publicou em Some thoughts concerning education, de 1993. Cudworth, por sua vez, também escreveu sobre os últimos dias de Locke e sobre sua personalidade em um texto publicado em 1705.
Durante o período em que morou na casa da Damaris, Locke revisou e trabalhou no seu Ensaio acerca do Entendimento Humano, entre 1689 até a sua morte em 1704, sendo possível notar várias ideias de Ralph Cudworth que foram passadas para a sua filha na seção sobre “Poder” principalmente ideias contidas na segunda e terceira parte do True Intellectual System of the Universe.
Locke apresentou seu jovem pupilo, Anthony Ashley-Cooper, 3º Conde de Shaftesbury a ela. Foi assim que o futuro Shaftesbury conheceu as ideias que circulavam pelos Platonistas de Cambridge e a proximidade da relação entre Shaftesbury, Damaris Cudworth e Locke fortaleceu o impacto de suas ideias na mente do jovem Shaftesbury. E influenciaram o trabalho do futuro filósofo por muitos anos que se seguiram tanto que o primeiro livro do Shaftesbury foi uma coleção de discursos de um dos Platonistas de Cambridge, o Benjamin Whichcote (1609-1683).
Entre 1704 e 1705-6, Leibniz começou uma troca de correspondências com Damaris Cudworth, com a intenção de entrar em contato com Locke. Essa troca de correspondências criou a oportunidade para ela discutir sua filosofia e Leibniz ficar mais familiarizado com a filosofia do pai dela, Ralph Cudworth. Até então, Damaris conhecia a filosofia de Leibniz apenas indiretamente do que ela teve acesso do Journal des Savants de 1695, e o artigo de Pierre Bayle chamado “Rorarius” na primeira edição de seu Dictionnaire. Nessas cartas, Cudworth levanta diversos pontos da filosofia de Leibniz, como a teoria da harmonia, da natureza das substâncias e a noção de livre-arbítrio. As cartas também contêm uma defesa da filosofia de seu pai, principalmente do trabalho True Intellectual System of the Universe, mas demonstram também que ela estava disposta a discordar dele, enquanto mantinha seu respeito por ele e o defendia daqueles que o menosprezavam. Essas cartas também mostram que ela não abandonou toda influência dos Platonistas que ela tinha feito parte antes de ter conhecido Locke.

## Lista de Trabalhos
- A discourse concerning the Love of God (A. and J. Churchill at the Black-Swan in Paternoster-Row, Londres 1696).
- Occasional Thoughts in reference to a Vertuous or Christian Life (A. e J. Churchill at the Black-Swan em Paternoster-Row, Londres, 1705). Na Project Gutenberg.
- Briefwechsel zwischen Leibniz und Lady Masham. 1703-1705. In: Gottfried Wilhelm Leibniz: Philosophische Schriften (Weidmannsche Buchhandlung, Berlim 1887), vol. 3, pp. 331–375. [Leibniz escreveu em Francês, Lady Masham respondia em Inglês. Volume online.